# ووماتانگ
ووماتانگ (به لاتین: Wumatang) یک شهرک در جمهوری خلق چین است که در Damxung County واقع شده‌است.